# Amphiodia fissa
Amphiodia fissa is een slangster uit de familie Amphiuridae. De wetenschappelijke naam van de soort werd als Amphipholis fissa in 1869 gepubliceerd door Christian Frederik Lütken.